# Sénat (Grenade)
Pour les autres articles nationaux ou selon les autres juridictions, voir Sénat.
XIe législature
Siège du parlement
Le Sénat (en anglais : Senate) est la chambre haute du parlement de Grenade.

## Composition
Le Sénat comprend 13 membres nommés par le gouverneur général selon plusieurs critères. Il nomme 7 sénateurs sur recommandation du Premier ministre, 3 sur celle du chef de l'opposition et 3 sur la recommandation du Premier ministre représentant les intérêts qu'il estime devoir être représentés, après consultation des organisations représentatives.

## Nomination
La durée du mandat est de cinq ans.
Éligibilité : 
- avoir 18 ans ;
- être citoyen du Commonwealth ;
- être domicilié ou résident pendant les douze mois précédant la nomination ;
- maîtriser l'anglais.

Inéligibilité : 
- faillite non réhabilitée ;
- maladie mentale ;
- allégeance à un État étranger ;
- condamnation à mort ;
- peine de prison de plus d'un an ;
- bénéfice d'un contrat administratif.

Le Tribunal suprême est juge de la validité de la désignation des sénateurs.

## Liste des présidents
| Nom                               | Début           | Fin             |
| --------------------------------- | --------------- | --------------- |
| Hon. Greaves Beresford James, OBE | 1974            | 1979            |
| Hon. Lawrence Albert Joseph       | 1984            | 1988            |
| Hon. John Watts, CBE              | 1988            | 1990            |
| Hon. Margaret Neckles             | 1990            | 1995            |
| Hon. John Watts, CBE              | 1995            | 2004            |
| Hon. Leslie-Ann Seon              | 9 janvier 2004  | 2006            |
| Hon. Kenny Lalsingh               | 2006            | 2008            |
| Hon. Joan Purcell                 | 20 août 2008    | 20 février 2013 |
| Hon. Chester Humphrey             | 20 février 2013 | juin 2022       |
| Dessima Williams                  | 31 août 2022    | en cours        |